# Route 17 (Alberta-Saskatchewan)
Pour les articles homonymes, voir Route 17.
La route 17 est une route au Canada qui suit la frontière entre l'Alberta et la Saskatchewan en la traversant de part et d'autre le long de son trajet. Elle fait partie des systèmes de routes provinciales des deux provinces et est maintenue conjointement par les deux gouvernements provinciaux.

## Description du tracé

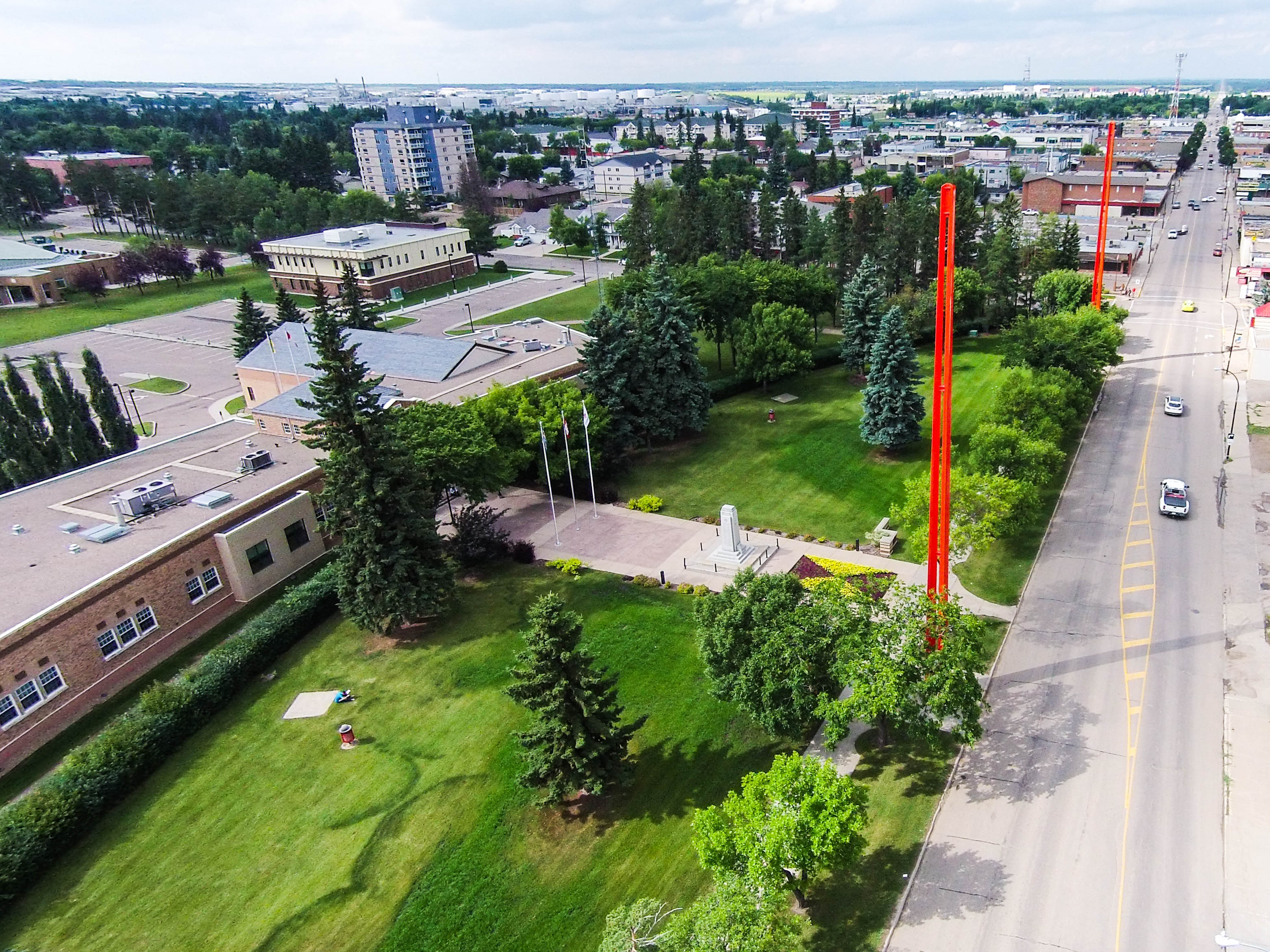
Le marqueur de la frontière Alberta-Saskatchewan et l'hôtel de ville le long de la route 17 (50 Avenue) à Lloydminster.

Au sud, la route 17 débute en Saskatchewan à la jonction avec la route 14 près de Macklin, 3,6 km (2,2 mi) à l'est de la frontière albertaine.
La route entre en Alberta avant d'atteindre le Parc provincial de Dillberry Lake,. Un peu plus loin, elle croise l'AB-610 avant d'atteindre la route 14 d'Alberta, laquelle devient la route 40 de Saskatchewan. Sur 2,5 km (1,6 mi), la route 17 forme un multiplex avec la route 14 d'Alberta. Ce multiplex prend fin à 0,8 km (0,50 mi) de la frontière provinciale.
Depuis la route 14 jusqu'à Lloydminster, la route 17 traverse la rivière Battle, passe par Rivercourse, croise la route 688 de Saskatchewan et rencontre la route 16 à Lloydminster.
Après Lloydminster, elle croise la route 774 et la route 798 de Saskatchewan avant de croiser la route 45 d'Alberta et la route 3 de Saskatchewan. Elle bifurque un peu en Saskatchewan puis en Alberta, traverse la rivière Saskatchewan Nord avant de se réaligner sur la frontière. Elle prend alors fin à Onion Lake alors qu'elle rencontre la route 641 d'Alberta,.

## Intersections majeures
| Municipalité rurale / spécialisée | Ville                        | km                                     | Destinations                                         | Notes                                              |
| --------------------------------- | ---------------------------- | -------------------------------------- | ---------------------------------------------------- | -------------------------------------------------- |
| Eye Hill No 382, SK               | Macklin                      | 0,00                                   | SK-14 – Unity, Saskatoon, Provost, Camrose           |                                                    |
|                                   |                              | 25,20                                  | Frontière Saskatchewan – Alberta                     | Frontière Saskatchewan – Alberta                   |
| Wainwright No 61, AB              |                              | 40,80                                  | AB-610 ouest – Chauvin, Edgerton                     | Terminus est de l'AB-610                           |
| Wainwright No 61, AB              | 57,00                        | AB-14 ouest – Wainwright, Edmonton     | Terminus sud du multiplex avec l'AB-14               |                                                    |
| Wainwright No 61, AB              | 59,40                        | AB-14 est – Cut Knife, The Battlefords | Terminus nord du multiplex avec l'AB-14              |                                                    |
| Comté de Vermilion River, AB      |                              | 61,20                                  | Traverse la rivière Battle                           | Traverse la rivière Battle                         |
| Comté de Vermilion River, AB      |                              | 82,90                                  | SK-688 est – Lone Rock                               | Terminus ouest de la SK-688, en Alberta            |
|                                   |                              | 83,20                                  | La route longe la frontière Saskatchewan – Alberta   | La route longe la frontière Saskatchewan – Alberta |
| Wilton No 472, SK                 |                              | 95,80                                  | AB-619 ouest – Viking                                | Terminus est de l'AB-619                           |
| Lloydminster                      | Lloydminster                 | 108,80                                 | AB-16 / SK-16 – Edmonton, The Battlefords, Saskatoon | AB-16 ouest; SK-16 est                             |
| Britannia No 502, SK              |                              | 115,30                                 | SK-774 est                                           | Terminus ouest de la SK-774                        |
| Britannia No 502, SK              | 125,00                       | SK-798 est                             | Terminus ouest de la SK-798                          |                                                    |
|                                   |                              | 129,00                                 | Frontière Saskatchewan – Alberta                     | Frontière Saskatchewan – Alberta                   |
| Comté de Vermilion River, AB      | Pas d'intersections majeures | Pas d'intersections majeures           | Pas d'intersections majeures                         | Pas d'intersections majeures                       |
|                                   |                              | 132,30                                 | Frontière Alberta – Saskatchewan                     | Frontière Alberta – Saskatchewan                   |
| Britannia No 502, SK              |                              | 135,00                                 | AB-45 ouest / SK-3 est – Marwayne, Prince Albert     | Terminus est de l'AB-45; terminus ouest de la SK-3 |
|                                   |                              | 142,80                                 | Frontière Saskatchewan – Alberta                     | Frontière Saskatchewan – Alberta                   |
| Comté de Vermilion River, AB      |                              | 145,90                                 | Traverse la rivière Saskatchewan Nord                | Traverse la rivière Saskatchewan Nord              |
|                                   |                              | 146,60                                 | Frontière Alberta – Saskatchewan                     | Frontière Alberta – Saskatchewan                   |
| Frenchman Butte No 501, SK        |                              | 148,10                                 | SK-797 est – Frenchman Butte                         | Terminus ouest de la SK-797                        |
| Makaoo 120 Seekaskootch 119       | Onion Lake                   | 158,70                                 | AB-641 ouest – Tulliby Lake                          |                                                    |
| - Terminus de multiplex           |                              |                                        |                                                      |                                                    |